# Amurská oblast
Amurská oblast (rusky Аму́рская о́бласть, Amurskaja oblasť) je federální subjekt Ruské federace (oblast). Nachází se asi 8000 km východně od Moskvy, na březích řek Amur a Zeja. Jejími sousedy jsou republika Sacha (sever), Chabarovský kraj, Židovská autonomní oblast (východ), Čínská lidová republika (jih) a Zabajkalský kraj (západ). Oblast je součástí Dálněvýchodního federálního okruhu.
V Ruském impériu se pro oblasti kolem řeky Amur používal název Amurskij kraj (Аму́рский край), popř. Priamurje (Приаму́рье). Nejde o přesný opis dnešní Amurské oblasti, ale historicky se mu nejvíce přibližuje.
Administrativním centrem oblasti je Blagověščensk, založený roku 1856, což z něj dělá jedno z nejstarších měst dálného východu. Jde o tradiční centrum obchodu a těžby zlata.
Oblastí procházejí tři důležité železniční tratě – Transsibiřská magistrála, Bajkalsko-amurská magistrála a Amursko-jakutská magistrála.

## Historie

### 5.–10. století
Na základě čínských záznamů Pej Š' (kronika severních dynastií) a Suej Šu (kronika dynastie Suej) se uvádí, že území původně náleželo prastarému kočovnému kmenu Š'-wej. Důkazy o jejich osídlení se nalezly i jižně od Stanového pohoří a západně od řeky Burej, na severovýchodě zasahovaly až k Ochotskému moři. Nosili dary dvoru dynastie Tchang, ale s nástupem dynastie Liao zmizely jakékoliv zmínky o nich.

### Středověk
Ve 13. století povodí řeky Zeja osídlil kmen Daurů, blízce příbuzný Čitům a Mongolům.

### 17.–19. století
Oblast později osidlovali zejména Mandžuové, než byla roku 1858 anektována Ruskem na základě rusko-čínské Ajgunské smlouvy.
První příliv Rusů do regionu nastal v polovině 17. století, když hledali příjemnější klima, než jaké panovalo na severu. Další Rusové se do oblasti stáhli po opiových válkách. Poslední osidlování nastalo s dokončením Transsibiřské magistrály.
Amurská oblast byla vyhlášena v roce 1858 po uzavření Ajgunské smlouvy. V roce 1863 začala americká firma Western Union stavět telegrafickou linku „Collins Overland Telegraph Line” (ze San Franciska do Moskvy). V roce 1867 ji předala ruské společnosti Amurského telegrafu.
1. dubna 1918 byla na 5. kozáckém vojenském sjezdu poslanců vyhlášena (v rámci sovětského Ruska) Amurská socialistická federativní republika. K 18. září území obsadila část japonského expedičního sboru, podporujícího bílé kozáky.
5.–6. února 1920 proběhlo komunistickém povstání, v srpnu 1920 byla oblast začleněna do Dálněvýchodní republiky, později včleněná do RSFSR, od roku 1925 do Dálněvýchodního kraje.

## Oblastní symboly

### Vlajka
Vlajka Amurské oblasti je tvořena listem o poměru stran 2:3, s červenou horní a modrou dolní částí které od sebe odděluje bílý (stříbrný) vlnitý proužek. Poměr šířek pruhů je 8:1:3.

## Geografie
Na severu oblasti se tyčí Stanové pohoří (rusky Станово́й хребе́т, Stanovoj chrebet), které tak tvoří hranici s republikou Sacha. Porost ve vyšších polohách se skládá ze sibiřské zakrslé borovice a alpinské tundry. V nižších polohách a v okolí řek pak najdeme především modřínové lesy s menším výskytem borovice a břízy. V pohoří také pramení řeka Zeja, na níž byla vybudována obrovská Zejská přehrada, rozkládající se na více než 2500 km² mezi Stanovým pohořím a pahorkatinou, procházející středem oblasti. Prostor mezi těmito dvěma pohořími vyplňuje bažinatá plošina. Na jihu území se pak rozkládá velká Amursko-Zejská plošina (rusky Амурско-Зейская Равнина, Amursko-Zejskaja ravnina), jež tak zabírá více než 40 % oblasti.
Na východní hranici se nachází další menší pohoří, které odděluje oblast od Chabarovského kraje. Ve zdejších smrkových a jedlových lesích pramení Selemdža, největší Zejský přítok. Jihovýchodně od Selemdži tečou řeky Bureja a Archara, kolem nichž se nachází nejpestřejší lesy v oblasti. Roste v nich například korejská borovice, mongolský dub a jiná obvykle spíš mandžuská flóra.
Řeky Zeja, Amur a Bureja tvoří jakýsi klín, nazvaný Zejsko-burejská nížina (rusky Зейско-Буреинская Равнина, Zejsko-Burejnskaja ravnina), která je místem s nejzachovalejší přírodou v oblasti. Ačkoli byla část území vypálena pro zemědělství, stále zůstala velká území nedotčené přírody. Hnízdí zde vzácný jeřáb mandžuský, nebo ve volné přírodě nalezneme např. exotické ovoce durian.
Klima je na většině území silně kontinentální, na jihu přechází v monzunové. V lednu dosahuje na severu průměrná teplota až -40,0 °C, na jihu -24,0 °C; červencové průměry jsou v rozsahu od 16 °C do 21 °C. Průměrné roční úhrny srážek bývají od 500 do 600 mm, na horách dosahují až 1000 mm s maximem v létě, kdy v červnu může spadnout až 70 %ročních srážek.
Oblast se nachází ve Vladivostocké časové zóně UTC+11, která je oproti moskevskému času předsunuta o 7 hodin. Místní střední sluneční čas se oproti úřednímu času předbíhá zhruba o 1,5 hodiny.

## Administrativní členění
Oblast se člení na 20 rajónů a 9 měst. Tabulka níže uvádí uvádí největší sídla oblasti podle sčítání v r. 2010 a vzestup nebo pokles v porovnání s předchozím sčítáním.
| Sídlo         | Počet obyvatel | Sídlo       | Počet obyvatel |
| ------------- | -------------- | ----------- | -------------- |
| Blagověščensk | 214 397▼       | Rajčichinsk | 20 499▼        |
| Belogorsk     | 68 220▲        | Šimanovsk   | 19 815▼        |
| Svobodnyj     | 58 594▼        | Progress    | 11 146▼        |
| Tynda         | 35 574▼        | Skovorodino | 9 561▼         |
| Zeja          | 25 042▼        | Uglegorsk   | 5 834▲         |

## Gubernátoři
- 1991 — Albert Krivčenko
- 1993 — Alexander Surat
- 1993 — Vladimir Polevanov
- 1994 — Vladimir Djačenko
- 1996 — Jurij Ljaško
- 1997 — Anatolij Belonogov
- 2001 — Leonid Korotkov
- 2007 — Nikolaj Kolesov
- 2008 — Oleg Kožemjako
- 2015 — Alexander Kozlov
- 2018 — Vasilij Orlov

## Obyvatelstvo
Dle sčítání lidu z roku 2010 žije v oblasti 829 204 lidí, z čehož 553 452 ve městech a 275 752 na venkově. Etnické rozdělení je následující: Rusové (94,3 %); Ukrajinci (2,0 %); Bělorusové (0,5 %), Arméni (0,5 %) a Tataři (0,4 %). Celkem se obyvatelé hlásí ke 120 etnickým skupinám.

## Hospodářství
Z hlediska objemu hrubého produktu je nejvýznamnější doprava (21 %), stavebnictví (16 %) a těžařství (16 %); dále to jsou obchod (9 %), zemědělství a lesní hospodářství (7 %), výroba a rozvod energií a vody (6 %) a zpracovatelský průmysl (4 %).
Těženo je hlavně uhlí (3 mil. t v roce 2011) a zlato. Roční výroba (2011) elektrické energie byla 11,7 TWh většinou z vodních elektráren (Burejské vodní elektrárny na Burejské přehradní nádrži o výkonu 2010  MW a Zejské vodní elektrárny o výkonu 1330 MW). Oblast má přebytek elektrické energie, který nestačí využít.
Podle údajů z roku 2011 se pěstuje především sója (827 tis. t), brambory (296 tis. t), méně zelenina (61 tis. t).
Dopravní tepnou je Transsibiřská magistrála na jihu a Bajkalsko-amurská magistrála na severu. Obě trati propojuje Amursko-jakutská magistrála, která vede dále na sever. V r. 2011 činil celkový objem přepravy 43 mil. tun, z toho 22 mil. tun připadlo na železnici a 20 mil. tun na automobilovou přepravu. Pokud jde o osobní dopravu, 89 % cestujících připadá na automobilovou dopravu. V oblasti jsou čtyři letiště místního významu.
Na jihu území se nachází kosmodrom Svobodnyj a je rozestavěn kosmodrom Vostočnyj.

## Paleontologie
V této oblasti se nachází také množství paleontologických lokalit s kvalitně dochovanými fosilními pozůstatky pozdně křídových dinosaurů, žijících v této oblasti na samotném konci druhohorní éry, asi před 68 až 66 miliony let.